# Mistrzostwa świata w futbolu flagowym mężczyzn
Mistrzostwa świata w futbolu flagowym mężczyzn – cyklicznie rozgrywane turnieje najlepszych reprezentacji krajowych w futbolu flagowym na świecie, organizowane od 2002 roku przez Międzynarodową Federację Futbolu Amerykańskiego. W mistrzostwach uczestniczą pięcioosobowe drużyny. Mistrzostwa które miały się odbyć w 2020 roku w Danii zostały odwołane z powodu epidemii koronawirusa.

## Wyniki
| Rok  | Kraj              |                   | Finał | Finał             | Finał |
| Rok  | Kraj              | Zwycięzca         | Wynik | Finalista         |       |
| 2002 | Austria           | Austria           | 6-0   | Niemcy            |       |
| 2004 | Francja           | Austria           | 26-24 | Niemcy            |       |
| 2006 | Korea             | Francja           | 46-32 | Dania             |       |
| 2008 | Kanada            | Kanada            | 12-6  | Dania             |       |
| 2010 | Kanada            | Stany Zjednoczone | 35-19 | Dania             |       |
| 2012 | Szwecja           | Austria           | 47-40 | Stany Zjednoczone |       |
| 2014 | Włochy            | Stany Zjednoczone | 40-14 | Meksyk            |       |
| 2016 | Stany Zjednoczone | Stany Zjednoczone | 33-32 | Dania             |       |
| 2018 | Panama            | Stany Zjednoczone | 19-13 | Austria           |       |
| 2021 | Izrael            | Stany Zjednoczone | 44-41 | Meksyk            |       |